# Jennifer Goldsack
Jennifer Carroll Goldsack (Londres, 12 de julio de 1982) es una deportista estadounidense que compitió en remo.
Ganó una medalla de plata en el Campeonato Mundial de Remo de 2007, en la prueba de scull individual ligero. Estuvo casada con el remero Daniel Beery.

## Palmarés internacional
| Campeonato Mundial | Campeonato Mundial | Campeonato Mundial | Campeonato Mundial      |
| Año                | Lugar              | Medalla            | Prueba                  |
| ------------------ | ------------------ | ------------------ | ----------------------- |
| 2007               | Múnich (Alemania)  | Medalla de plata   | Scull individual ligero |